# Соколенко, Василий Иванович
Василий Иванович Соколенко (укр. Василь Іванович Соколенко; 17 января 1922 — 26 апреля 2018) — украинский художник и педагог, мастер петриковской росписи, заслуженный мастер народного творчества УССР (1981), член Национального союза художников УССР и Украины (1962). Ветеран Великой Отечественной войны. Награждён орденами «За личное мужество», Отечественной войны II степени и Почётной грамотой Кабинета Министров Украины (1999).

## Биография
В 1941 году окончил Петриковскую школу декоративной росписи, где его учительницей была Татьяна Пата. Творческий путь начал в 1949 году. В 1960-е годы создал большую серию красочных панно-плакатов на темы мира и украинских народных песен. Плакаты часто удостаивались премиями и дипломами всесоюзных и международных конкурсов, сыграли большое значение в популяризации петриковской росписи в послевоенный период. В течение 1962—1982 годов совмещал творческую работу с педагогической деятельностью, преподавая петриковская роспись в кружках-студиях и в Петриковской детской художественной школе. С 1971 по 1992 годы работал главным художником на фабрике петриковской росписи.
Среди несомненных заслуг мастера — открытие в 1972 году при фабрике Музея истории декоративной росписи, где он собрал великолепные образцы искусства как старых, так и современных художников Петриковки. Роспись и орнаментальный рисунок в работах Василий Соколенко — подвижность и беспокойство, игра контрастов в цветном решении и масштабных соотношениях деталей. Во времена перестройки собственноручно построил дом-музей, получившей название «Народный музей Соколенко». Здесь собрано до 600 экспонатов — это работы самого мастера, а также жены, учеников и внуков.